# Ардашев, Николай Николаевич
Никола́й Никола́евич Арда́шев (6 апреля 1862, Икское Устье, Вятская губерния — 1923) — русский историк, старший брат и коллега Павла Ардашева.

## Биография
Родился в селе Икское Устье (ныне — в Менделеевском районе Татарстана) в семье священника. В 1876 году окончил Елабужское духовное училище и поступил в Казанскую духовную семинарию. В 1880 году оставил семинарию и перешёл в Уфимскую гимназию, которую окончил в 1882 году.
Окончил курс на историко-филологическом факультете Московского университета в 1887 году и начал работать архивариусом Московского архива министерства юстиции. С 1895 года служил в Оренбурге — секретарём тургайского статистического комитета и советником оренбургского губернского правления.
В 1902 году возвратился на службу в архив Министерства юстиции, по приглашению управляющего архивом Дмитрия Яковлевича Самоквасова; работал архивариусом, затем начальником отделения.
Одновременно преподавал в Московском археологическом институте, читал лекции по русской дипломатике, вёл занятия по палеографии, участвовал в подготовке издания Археологического словаря.
Был избран членом десяти учёных обществ и комиссий, в том числе Совета Московского археологического института (с 1907 г.), Историко-родословного общества в Москве.

### Семья
Отец — Николай Петрович Ардашев, сельский священник.
Мать — Мария Исидоровна, происходила из семьи священника.

## Научная деятельность
Редактировал издание «Акты Московского государства».

### Избранная библиография
- «История вотчинного архива с XVII века и до 1812 года» (5 кн. «Описания документов и бумаг Московского архива министерства юстиции», Москва, 1888);
- Ардашев А. А. Дополнения к истории Вотчинного архива в XVIII столетии / Описание документов и бумаг, хранящихся в Московском архиве Министерства юстиции : Кн. 6, отдел 1. — M.: Тип. т-ва Кушнерев и Ко., 1889. — 63 с.
- «Регламент вотчинной коллегии в проектах 1723, 1732 и 1734 гг.» («Чтения Императорского Общества Истории и Древностей Российских», 1890, кн. 1-я и отдельно, М., 1890);
- «Книги „Записные приговорам“ поместного приказа с 1670 года» (7-я и 8-я кн. «Описания документов и бумаг Московсковского архива министерства юстиции», 1890 и 1891);
- «Московский Приказ XVII века на Московской выставке исторических картин XIX века» («Русский Архив», 1895, кн. 7-я);
- «Вопрос о Поместном столе разряда в связи с поземельной деятельностью его» («Журнал министерства народного просвещения», 1895 год, август);
- «Из истории XVII века» (1612—1644 г.; «Журнал Министерства народного просвещения», 1898, июнь);
- «Описание столбцов Московского стола Разрядного приказа» (11-я кн. «Описания документов и бумаг Московсковского архива министерства юстиции», М., 1899);
- «Акты Московсковского Государства» (том III, Санкт-Петербург, 1903);
- «К столетнему юбилею Оренбургской губернии» («Труды Оренбургской Архивной Комиссии», 1897, т. II);
- «Очерк горного дела в Тургайской области» (вып. I, Оренбург, 1896).
- «К вопросу о коллегиальности приказов» («Труды VIII археологического съезда в Москве», 1897 год);
- «Из истории XVII века. Очищение русской земли. Поход Черкас» (1612—1614 год; «Журнал министерства народного просвещения», 1898, июнь);
- «Описание столбцов Московского стола Разрядного приказа» (11-я кн. «Описания документов и бумаг московского архива министерства юстиции», Мск., 1899);
- «Древнейший столбец Поместного приказа о заготовке приправочных книг для писцов 7135 года» («Записки Московского Археологического института», т. V, и отдельно, 1908);
- «Приказные, земские, таможенные, губные, судовые избы Московского Государства», вып. 1-й (там же, т. IV, и отдельно, 1909);
- «Татарские земляные письма XV века» (там же и отдельно);
- «И. Е. Забелин как теоретик археологии» («Труды Императорского московского археологического общества», т. XXII, вып. 2, и отдельно, 1909);
- «Расходные книги и столпы Поместного приказа», 1626—1659 годы, кн. I (диссертации А. А. Соколовой и А. К. фон Мекка под редакцией Н. Н. Ардашева, «Записки московского археологического института», т. X, и отдельно, 1910);
- «Граф А. С. Уваров, как теоретик археологии» («Труды Императорского московского археологического общества», т. XXIII, вып. 1, и отдельно, 1911)[7].

## Награды
- орден Св. Станислава 2-й степени (1907)[3]